# Handelsappellationsgericht Augsburg
Das Handelsappellationsgericht Augsburg (1820–1862: Wechselappellationsgericht Augsburg) war ein Handelsgericht zweiter Instanz in Augsburg.

## Geschichte
In Folge des Rheinbundes wurde die Reichsstadt Augsburg 1806 mediatisiert und Teil des Königreichs Bayern. 1807 wurde in Augsburg ein erstinstanzliches Wechselgericht Augsburg errichtet. Appellationsinstanz war der Hofrat. Das organische Edikt über die Gerichtsverfassung vom 24. August 1808 übertrug diese Aufgabe auf das Appellationsgericht Augsburg.
Am 20. Oktober 1820 wurde Wechselappellationsgericht Augsburg als zweitinstanzliches Wechselgericht geschaffen. Am 11. September 1825 wurde das neue Wechselrecht und eine Wechselgerichtsordnung für Bayern erlassen. Damit wurden systematisch sechs Wechselappellationsgerichte gebildet, das in Augsburg blieb bestehen. Es war nun für das Wechselgericht Augsburg (Stadtgebiet Augsburg) und das Wechselgericht Memmingen (restlicher Oberdonaukreis) zuständig.
Mit dem Gerichtsverfassungsgericht vom 1. Juli 1856 wurden die Wechselappellationsgerichte den Bezirksgerichten angegliedert. Die richterlichen Mitglieder waren Richter der Bezirksgerichte, ihnen waren Assessoren aus dem Kaufmannsstand beigeordnet. Die Wechselappellationsgerichte führten aber eigene Titel und Siegel. Das Wechselappellationsgericht Augsburg war nun für die Wechselgerichte in Augsburg, Donauwörth, Kempten und Memmingen verantwortlich.
Als zum 1. Juli 1862 das Allgemeine Deutsche Handelsgesetzbuch in Kraft trat, wurde das Handelsappellationsgericht Nürnberg das alleiniges Handelsappellationsgericht für die rechtsrheinischen Teile von Bayern. Das Wechselappellationsgericht Augsburg wurde aufgehoben.
Zum 1. Januar 1871 wurden drei Handelsappellationsgerichte eingerichtet. Neu entstanden das Handelsappellationsgericht Augsburg für Schwaben, das Handelsappellationsgericht München für Ober- und Niederbayern. Das Handelsappellationsgericht Nürnberg war für den Rest Bayerns zuständig. Den Sprengel des Handelsappellationsgerichts Augsburg umfasste die Handelsgerichte Augsburg, Kempten und Memmingen.
Mit den Reichsjustizgesetzen wurde die Handelsgerichtsbarkeit 1879 aufgehoben und Handelssachen an die ordentlichen Gerichte verwiesen. Damit wurde auch das Handelsappellationsgericht Augsburg aufgehoben.